# Der Weg allen Fleisches (1976)
Der Weg allen Fleisches (deutscher Alternativtitel: Jonathans Rache) ist ein US-amerikanisches Filmdrama aus dem Jahr 1976. Regie führte Lewis John Carlino. Das Drehbuch basiert auf dem 1963 erschienenen Roman Der Seemann, der die See verriet von Yukio Mishima.

## Handlung
Nach dem frühen Tod ihres Mannes lebt die Witwe Anne Osborne seit fast vier Jahren allein mit ihrem 14-jährigen Sohn Jonathan und einer Haushälterin in der (im Film ungenannten) englischen Hafenstadt Dartmouth. Jonathan trifft sich heimlich mit einer kleinen Gruppe von Mitschülern, angeführt vom narzisstisch und sadistisch veranlagten „Chef“, der seine „Untergebenen“ der Diskretion wegen nur mit Nummern anspricht. Der „Chef“ vertritt einige fragwürdige Standpunkte, so ist seiner Ansicht nach Moral nur eine Ansammlung von Regeln der Erwachsenen und die Schwächeren müssen von den Stärkeren eliminiert werden, nur so kann die „Reinheit“ einer Gruppe bewahrt werden. Er verleiht seiner Argumentation Nachdruck, indem er eine, in seinen Augen schwach und träge gewordene Katze mit präparierter Milch betäubt und anschließend seziert.
Als Jonathan zur Strafe für seine nächtlichen Eskapaden Hausarrest bekommt und aus Langeweile sein Zimmer aufräumt, entdeckt er in der Wand zum dahinterliegenden Schlafzimmer seiner Mutter ein Astloch, durch das er seine Mutter fortan beobachtet, unter anderem bei der Selbstbefriedigung. Als der Dampfer Belle im Hafen anlegt, organisiert Anne für den seefahrtbegeisterten Jonathan eine Schiffsführung durch den 2. Offizier Jim Cameron. Anne revanchiert sich mit einem Abendessen, bei dem sich die beiden näherkommen. Es kommt zum, von Jonathan durch das Astloch beobachteten Geschlechtsverkehr. Nach Jims Abreise bleibt man durch Briefverkehr in Kontakt. Als Jonathan einen der Briefe seinen Freunden vorliest, erkennt der „Chef“ die von Jim geplante Rückkehr als Schwäche und Verrat an der See.
Nach Jims Rückkehr beschließen er und Anne zu heiraten. Eines Nachts schläft Jonathan hinter dem Astloch ein, der Lichtschein durch das Loch lässt sein Tun auffliegen. Anne reagiert äußerst erbost, Jim hingegen versucht die Wogen zu glätten. Jonathan trägt die Geschehnisse in sein Tagebuch ein, als der „Chef“ selbiges liest, beschließt die Gruppe, den nun „unperfekten“ Jim wie die Katze zu beseitigen. Unter einem Vorwand lockt man ihn auf einen einsamen Hügel und betäubt ihn mit präpariertem Tee. Der Film endet mit einem Zoom-Out, als Jim ohnmächtig wird.

## Kritik
Das Lexikon des internationalen Films kritisierte den Film als eine „mißlungene“ und „langatmige[…]“ Verfilmung der literarischen Vorlage. Der Film sei insbesondere an der „ästhetische[n] Oberfläche interessiert“.

## Auszeichnungen
1977 wurde Sarah Miles als beste Hauptdarstellerin für einen Golden Globe nominiert. Jonathan Kahn wurde als bester Nachwuchsdarsteller nominiert.